# Straßfeld (Swisttal)
Straßfeld ist eine Ortschaft in der Gemeinde Swisttal im Rhein-Sieg-Kreis. Am 11. Januar 2023 hatte sie 506 Einwohner. Ortsvorsteher von Straßfeld ist Heinz-Günter Kruse.

## Geografie
Straßfeld liegt linksrheinisch etwa 15 Kilometer von Bonn entfernt zwischen Eifel und Vorgebirge an der Bundesautobahn 61 zwischen den Ortschaften Ollheim (Gemeinde Swisttal), Dom-Esch (Stadt Euskirchen), Klein Büllesheim (Stadt Euskirchen), Derkum (Gemeinde Weilerswist), Müggenhausen (Gemeinde Weilerswist) und Heimerzheim (Gemeinde Swisttal).

## Geschichte
Der Name der Ortschaft Straßfeld soll römischen Ursprungs sein. Die Historiker sind sich einig, dass Straßfeld ein „Feld zwischen zwei Römerstraßen“ ist – schließlich liegt der Ort genau zwischen der römischen Staatsstraße und einem unweit gelegenen Nebenweg. Im Jahre 856 wurde der Ort erstmals in einer Verleihungsurkunde König Lothars II. an seinen Vasallen Otbert urkundlich erwähnt. Der Vasall Otbert erhielt neben Ländereien bei Oberdrees, Essig, Kessenich und Ottenheim auch ein Gut mit einer Kapelle in Straßfeld. Dementsprechend feierte Straßfeld im Jahre 2006 seinen 1150. Geburtstag. Das „Protokollbuch des Straßfelder Gerichts, 1558–1727“ belegt, dass Straßfeld zumindest im 16., 17. und z. T. auch noch im 18. Jahrhundert dem Antoniterkloster Köln (worauf die Straßenbezeichnung „Antoniterplatz“ auch hindeutet) unterstellt war. Urkunden belegen die Vererbung der sogenannten Lehen und Kurmede-Güter, die Grenzbegehung, Gerichtsprotokolle und ein Verzeichnis abgelieferter Zinsen der „Herrlichkeit Strassfeld“.
Eine weitere urkundliche Erwähnung findet sich für die Jahre 1622–1624 wegen Kriegsschäden im Dreißigjährigen Krieg, und in einer Auflistung von 1789 wird Straßfeld als zum Amt Lechenich und zum Kurfürstentum Köln gehörend bezeichnet.
1798 wurde das Rheinland von den Franzosen in vier Départements (Rur/Roer, Rhein-Mosel, Saar und Donnersberg) aufgeteilt. Als unterste Verwaltungseinheit – Departements waren unterteilt in Arrondissements (entsprechen Landkreisen), diese wiederum in Cantone und diese wieder in Mairien (Bürgermeistereien) – in diesem Gebiet entstand die „Mairie d’Ollheim“, in preußischer Zeit dann Bürgermeisterei Ollheim. Nach dem Abzug der französischen Besatzungstruppen infolge des Zusammenbruchs des napoleonischen Reiches 1814 wurde das katholisch geprägte Rheinland beim Wiener Kongress 1815 dem protestantischen Preußen zugesprochen. Am 20. April 1816 kam es zur Neubildung des Kreises Rheinbach u. a. mit der Bürgermeisterei Ollheim, zu der neben Straßfeld zehn Dörfer, vier Weiler, zehn Höfe, zehn Kirchen, Bethäuser und Kapellen, 798 Privatwohnhäuser sowie zwölf Mühlen, 20 öffentliche Gebäude und 1162 Scheunen und Ställe gehörten.
Am 1. Oktober 1932 kam es zur Auflösung des Landkreises Rheinbach und der Aufteilung des Gebietes auf die Landkreise Euskirchen (u. a. Straßfeld) und Bonn.
1945 wurde durch die United States Army Air Forces (USAAF) ein Behelfsflugplatz unter der Bezeichnung Advanced Landing Ground ALG Y-59 Strassfeld in Betrieb genommen.

### Eingemeindungen
Durch die Neugliederung des Raumes Bonn/Siegburg kam es am 1. August 1969 zur Bildung der Gemeinde Swisttal aus den vorher zum Amt Ludendorf (vor 1961: Amt Ollheim) gehörenden Ortschaften und der Gemeinde Straßfeld (damals im Landkreis Euskirchen).

## Religion
Die Mehrheit der Bevölkerung von Straßfeld ist katholisch und gehört mit ihrer Kirchengemeinde Sankt Antonius Straßfeld zum Pfarrverband Swisttal im Kreisdekanat Rhein-Sieg-Kreis (Erzbistum Köln).
Die evangelischen Einwohner Straßfelds gehören der Evangelischen Kirchengemeinde Swisttal
im Kirchenkreis Bad Godesberg-Voreifel der Evangelischen Kirche im Rheinland an.

## Politik
Ortsvorsteher ist Heinz-Günter Kruse.

## Kultur und Sehenswürdigkeiten

### Bauwerke

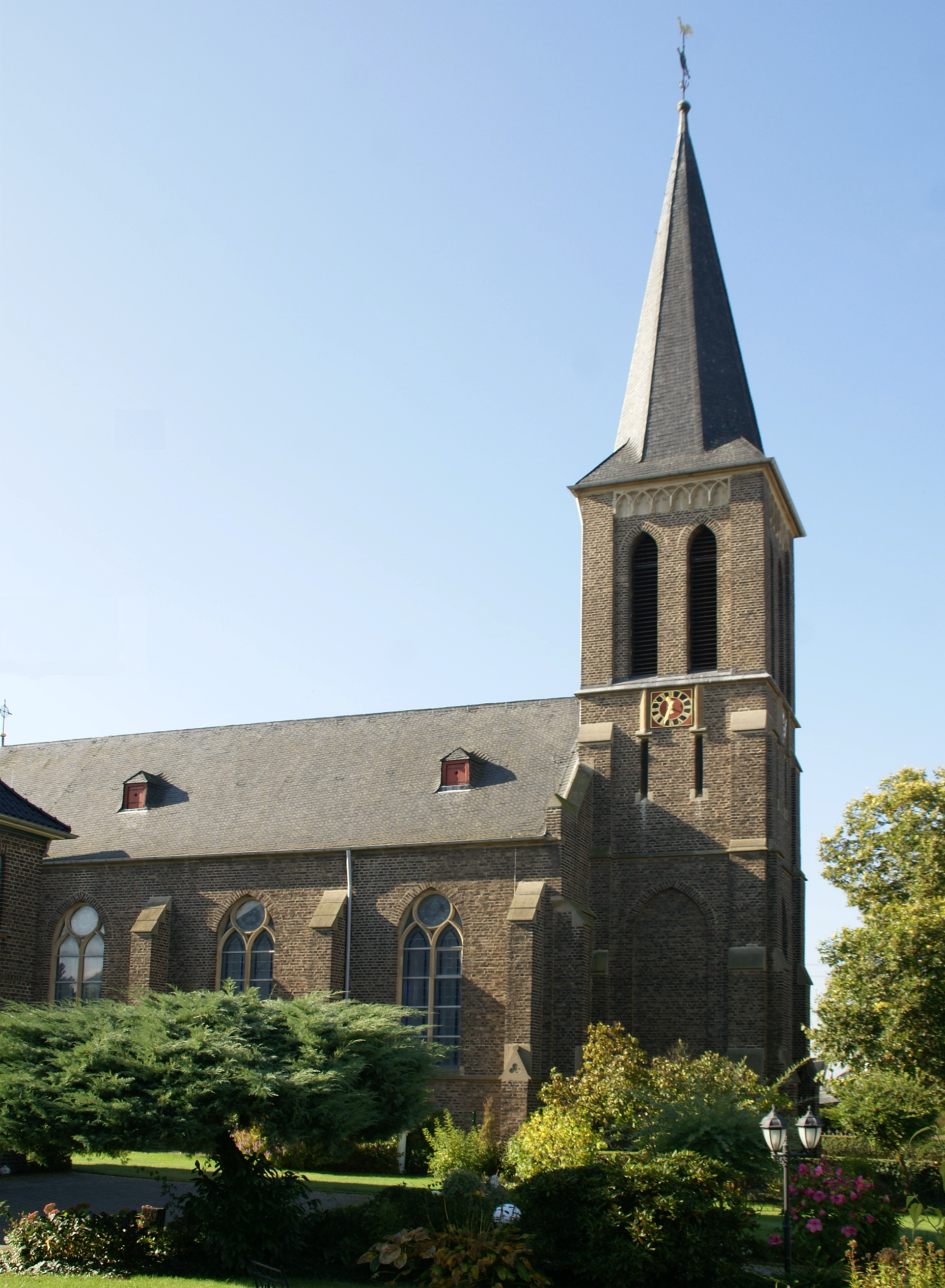
St. Antonius in Straßfeld

Die katholische Pfarrkirche mit dem Patrozinium des heiligen Antonius wurde Anfang des 20. Jahrhunderts errichtet (Grundsteinlegung 1907). Im historischen Bewusstsein der Straßfelder ist die Vorstellung verankert, dass das Mauerwerk der alten Kirche zum Teil römischen Ursprungs sei. Gesichert ist, dass 856 in Straßfeld bereits ein Königshof mit einer Kapelle bestand.

Von 1409 bis 1803 unterstand Straßfeld den Antoniterherren in Köln, deren Einfluss bis heute spürbar ist. So ist die heutige Kirche dem heiligen Antonius geweiht, auf den auch der Antoniterorden zurückgeht.

Die Vorgängerkirche der heutigen Kirche stand da, wo jetzt der alte Friedhof liegt. Der Erbauer der neuen Kirche war der Pfarrer Engelbert Bünnagel, dessen Grab heute die Stelle bezeichnet, an der sich der Altar der alten Kirche befand, die 1924 abgerissen wurde.
Die heutige Kirche wurde im neugotischen Stil errichtet, was unter anderem am Gewölbe, an den großen Fenstern oder auch an dem aufwändig geschnitzten Hochaltar zu erkennen ist.
Auf dem rechten Seitenaltar steht eine Holzfigur des Pfarrpatrons Antonius. In den Händen hält er die Bibel und das Kreuz in der ihm eigenen Form eines verlängerten T, das auch als Antoniuskreuz bezeichnet wird. Mit diesen Waffen soll er gegen den Teufel gekämpft und ihn zu seinen Füßen niedergezwungen haben. Die Holzfigur aus dem 16. Jahrhundert stand früher in einem Heiligenhäuschen an der Hauptstraße und wurde erst 1979  nach der ersten großen Renovierung der Kirche auf dem Seitenaltar aufgestellt.
Auf dem linken Seitenaltar steht Maria mit dem Kind. Die beschädigte Terrakotta-Figur aus dem 17. Jahrhundert war zunächst nicht in die heutige Kirche übernommen worden. Sie wurde in einem Garten abgestellt, verwitterte und wurde stark beschädigt. Sie kam dann 1953 ins Pfarrhaus, dann in einen privaten Haushalt und erst 1979 durch einen Schenkungsakt in die Kirche. Vorher musste sie allerdings von einem Restaurator in ihrer ursprünglichen Gestalt und Farbgebung wiederhergestellt werden. So musste der fehlende Kopf des Jesuskindes komplett neu gestaltet werden.
Im Chorraum befinden sich neue Fenster, die zwischen 1981 und 1987 entstanden sind. Ihre Bilder handeln von der Verkündigung und Ausbreitung des Evangeliums, von Jesu Leiden, seiner Auferstehung und Erhöhung zur Rechten des Vaters.

Am Beichtstuhl („Schreinergotik“, wie auch der Hochaltar) schaut der heilige Paulus von Theben von einer Konsole herab, gekleidet in Palmblätter und Messgewand. Der ehrwürdige Eremit, den Antonius einmal in der Wüste besucht hatte, ruht auf einem Schrein, in dem Reliquien aus der alten Kirche aufbewahrt werden.

Das eindrucksvolle Kreuz an der Rückwand stammt aus dem 16. Jahrhundert und wird jeweils Karfreitag abgenommen, bis vor den Altar getragen, dort abgelegt und angebetet.
Die von Johannes Klais (Bonn) im Jahre 1908 gefertigte Orgel (restauriert 2004) hat fünf Register:
| Manual C-g3 |    |
| Principal   | 8′ |
| Salicional  | 8′ |
| Flauto      | 8′ |
| Oktavflöte  | 4′ |

| Pedal C-d1 |     |
| Subbass    | 16′ |

Das Glockengeläute besteht aus vier Glocken, die 1928 von August Mark in der Glockengießerei in Brockscheid bzw. 1955 von Hans Hüesker der Fa. Petit & Gebr. Edelbrock in Gescher gefertigt wurden.

Die 1928 gegossene Antoniusglocke überlebte als einzige Glocke den Krieg. Die drei weiteren Glocken wurden dagegen erst 1955 unter Pastor Jakob Schlafke angeschafft und durch Spenden der Gläubigen finanziert.

### Musik
Der Musikverein Straßfeld Swisttal-Musikanten besteht bereits seit über 50 Jahren. Aus zunächst fünf bis sechs Musikern, die vorwiegend bei den verschiedenen Dorfveranstaltungen (Kirmes, Prozessionen u. ä.) musizierten, wurde von Josef Meyer ab 1970 durch die musikalische Ausbildung zahlreicher Jugendlicher ein Blasorchester mit etwa 25 Musikern gebildet, das anschließend etwa 30 Jahre lang von Eckart Auer geleitet wurde und das durch zahlreiche Konzerte und Veranstaltungen über die Grenzen der Gemeinde Swisttal hinaus bekannt wurde. Die musikalische Leitung der Swisttal-Musikanten wurde 2005 von Gereon Haas übernommen.

### Sport
In Straßfeld existiert seit 1949 ein Sportverein, der sich 1989 mit dem TV Ollheim zur SG Ollheim/Straßfeld zusammengeschlossen hat. Zurzeit haben die beiden Stammvereine rund 400 Mitglieder, die aus den angrenzenden Orten kommen (Gemeinde Swisttal und Kreis Euskirchen). Die Spielgemeinschaft nimmt zurzeit mit drei Herrenmannschaften und zwei Damenmannschaften sowie zwölf Jugendmannschaften am Handballspielbetrieb teil. Die Spielgemeinschaft widmet sich allerdings nicht nur dem Handballsport. In den letzten Jahren ist auch die Abteilung Freizeit und Gesundheit stetig gewachsen. Eltern-und-Kind-Turnen, Kinderturnen, Abenteuersport, Aerobic, Walking, Fitnessgymnastik etc. bilden ein Angebot für alle Altersklassen, das auch von Nichtmitgliedern gerne angenommen wird.

## Persönlichkeiten
- Johann Wilhelm Körfgen (1768–1829), Generalsekretär des Département de la Roer